# TAI 안카
TAI 안카는 튀르키예의 TAI가 개발중인 중고도 무인항공기이다. 안카A는 정찰기, 안카B는 공격기로 개발할 계획이다. 2010년 초도비행에 성공했으며, 2012년 실전배치할 계획이다. 단가는 1억700만 달러(1070억원)이다.

## 제원 (Anka-A)
일반 특성
- 승무원: none
- 길이: 26.2 ft[1] (8 m)
- 날개폭: 56.7 ft (17.3 m)
- 높이: 11.1 ft[1] (3,4 m)
- 날개면적: 146.3 sq ft (13.6 m²)
- 최대이륙중량: 3527 lb (1600 kg)
- 엔진: 1× Thielert Centurion 2.0 turbocharged four-cylinder engine, 155 hp[1] (114 kW)

성능
- 최대속도: 135 mph (117 knots, 217 km/h)
- 순항속도: 126 mph[1] (110 knots, 204 km/h)
- 항속거리: 3024 mi (4896 km)
- 전투행동반경: 124 mi[2] (200 km)
- 상승한도: 30,000 ft (9,144 m)

항공전자장비
- ASELFLIR-300T, SAR/GMTI, ISAR payload
- Rockwell Collins Athena 511 integrated INS/GPS and air data sensor suite system[3]

## 같이 보기
- 한국형 중고도 무인기 개발사업
- 성층권 비행선